# Día de la Enfermera (Argentina)
El Día de la Enfermera en Argentina se instituye el 21 de noviembre en conmemoración a la fundación de la Federación de Asociaciones de Profesionales Católicas de Enfermería.
Es un homenaje a los trabajadores de la salud, los cuales poseen una amplia variedad de labores por hacer en el centro de salud. Algunos estudios realizados por el Observatorio Federal de Recursos Humanos del Ministerio de Salud dictaminan que para el año 2016 había 192.829 enfermeros y enfermeras en todo el país.
El 21 de noviembre de 1935, la Virgen de los Remedios fue nombrada patrona de la profesión, otorgando la festividad en dicha fecha.